# آرشالویس چکناوریان
آرشالویس هایکازی چکناوریان-آسن بوور (ارمنی: Արշալույս Հայկազի Ճգնավորյան-Այզենբաուեր؛ انگلیسی: Arshalouis Chehnavorian) بانوی مهندس ارمنی‌تبار اهل ایران است.

## زندگی‌نامه
وی در سال ۱۹۳۶ (۱۳۱۵) در بروجرد به دنیا آمد تحصیلاتش را در دبیرستان ژاندارک به پایان برد. سپس در دانشگاه وین به ادامهٔ تحصیل پرداخت و موفق به اخذ لیسانس در رشتهٔ شیمی در سال ۱۹۶۱ (۱۳۴۰) و درجهٔ دکتری در عملیات صنعتی و شیمیایی در سال ۱۹۶۷ (۱۳۴۶) شد او مسلط به زبان‌های انگلیسی، فرانسه، آلمانی، فارسی و اسپانیایی می‌باشد.
در بین سال‌های ۸۷–۱۹۶۵ (۶۶–۱۳۴۴) مشاغل گوناگوی را بر عهده گرفت که اکثر آنان در ارتباط با بخش‌های گوناگون سازمان ملل می‌باشد که از آن جمله می‌توان ریاست سازمان AFIDE، مسئولیت‌های مختلف در سازمان UNIDO، معاون قسمت‌های صنعتی زیست، مدیریت فنی بخش عملیات صنعتی، مدیریت بخش شیمی، ریاست صنایع داروسازی، مدیریت پروژه‌های صنعتی در صنایع کاغذ، ساختمان‌سازی، شیمیایی و داروسازی را نام برد.
وی همچنین در سال‌های ۶۶–۱۹۶۲ (۴۵–۱۳۴۱) به عنوان استادیار شیمی در دانشگاه تهران به تدریس پرداخت و همچنین بین سال‌های ۶۸–۱۹۶۵ (۴۷–۱۳۴۴) در بانک عمران ایران و شرکت نفت اتریش به خدمت پرداخت.
آرشالویس چکناوریان در سال‌های ۹۶–۱۹۸۸ (۷۵–۱۳۶۷) ریاست افتخاری گروه زنان UNIDO را برعهده داشت و همچنین در سال ۱۹۸۲ (۱۳۶۱) موفق به اخذ دکترای افتخاری در داروسازی از کشور رومانی گردید. در سال ۱۹۸۷ (۱۳۶۶) جایزه بهترین انتقال فناوری (Technology Transfer) از کشور تایلند نصیب وی شد.
چکناوریان همچنین در سال ۱۹۸۸ (۱۳۶۸) در کنفرانس تهران موفق به اخذ گواهینامه برای قسمت شیمی و لاستیک شد و همچنین از سوی ۴ کشور غربی برای صنعت دارویی مورد تأیید قرار گرفت.
پس از زمین‌لرزهٔ سال ۱۹۸۸ (۱۳۶۷) ارمنستان در سال ۱۹۹۲ (۱۳۷۱) آمادگی خود را برای همکاری در بازسازی مناطق زلزله زده اعلام داشت که از سوی دولت ارمنستان مورد استقبال قرار گرفت.
در سال ۱۹۹۵ (۱۳۷۴) موفق به دریافت جایزه UNIDO برای پروتکل نوترال گردید که بالاترین مدال پس از بازنشستگی است.
در سال ۱۹۹۶ (۱۳۷۵) رئیس‌جمهور کشور مجارستان از سوی دولت این کشور مدالی به وی تقدیم نمود و در همان سال تقدیرنامه صنایع جمهوری اسلامی ایران به ایشان داده شد.
چکناوریان در سال ۲۰۰۲ (۱۳۸۰) موفق به دریافت جایزه USEPA برای هماهنگی در پروتکل نوترال گردید.